# TT72
La tombe thébaine TT 72 est située à Cheikh Abd el-Gournah, dans la nécropole thébaine, sur la rive ouest du Nil, face à Louxor en Égypte.
C'est la sépulture d'un nommé Rê, premier prophète d'Amon durant le règne d'Amenhotep II (XVIIIe dynastie).